# حاضر احمدلی
حاضر احمدلی (به لاتین: Hazırəhmədli) یک منطقه مسکونی در جمهوری آذربایجان است که در شهرستان گران‌بوی واقع شده است. حاضر احمدلی ۲۴۴۷ نفر جمعیت دارد.